# Lena-Angara-Plateau
Das Lena-Angara-Plateau (russisch Лено-Ангарское плато, Leno-Angarskoje plato) ist eine mittelgebirgsartige Hochebene im südlichen Ostsibirien, die Höhen bis zu 1500 m erreicht.

## Geographie
Das Plateau erstreckt sich zwischen dem Mittellauf des größten Jenissei-Nebenflusses Angara bzw. deren linkem Nebenfluss Oka und dem rechten Lena-Nebenfluss Kirenga. Im Westen und Nordwesten wird es vom Angararücken begrenzt, im Norden geht es allmählich in das Mittelsibirische Bergland über, im Osten ist es durch eine Senke vom Baikalgebirge getrennt, im Süden durch die sich vom Oberlauf der Angara nach Nordwesten erstreckende Irkutsk-Tscheremchowoer Ebene vom Ostsajan. Die Ausdehnung in nord-südlicher Richtung beträgt etwa 600 Kilometer, in west-östlicher Richtung bis zu 380 Kilometer; es nimmt somit eine Fläche von über 20.000 km² ein.
Insgesamt ist die Hochebene von Süden nach Norden geneigt: im Südteil beträgt ihre durchschnittliche Höhe über dem Meeresspiegel 1100 Meter, in Norden 500 Meter. Die Gipfel sind zumeist abgeflacht, die Flusstäler 200 bis 600 Meter tief eingeschnitten. Einzelne Bergmassive überragen die Hochebene, so das des Namai am Ostrand des Plateaus, mit 1509 m (nach älteren Angaben 1464 m) der höchste Gipfel des Gebirges (Lage).
Die das Lena-Angara-Plateau durchquerenden Flüsse haben vorwiegend süd-nördliche Fließrichtungen. Dazu gehören die Oka am Westrand des Plateaus sowie die Angara, der sie zufließt. Beide liegen dort im Staubereich der Bratsker Talsperre. Der Südteil des Plateaus wird von einer Vielzahl kürzerer Flüsse entwässert, die von rechts in die Angara münden, darunter Kuda, Ida, Ossa und Obussa. Weiter östlich verlaufen der Angara-Nebenfluss Ilim und sein rechter Zufluss Kotschenga. Der Zentralteil des Plateaus wird von der Lena durchflossen, in die in diesem Bereich von links die Flüsse Kulenga, Ilga und Kuta (mit Nebenfluss Kupa) sowie von rechts Tutura, Orlinga, Iga und Tajura zufließen. Die Ostgrenze bildet der größere rechte Lena-Nebenfluss Kirenga, in den von links die den höchsten Teil des Lena-Angara-Plateaus durchfließende Chanda mündet.
Administrativ gehört das Gebiet zur Oblast Irkutsk.

## Geologie
Das Lena-Angara-Plateau ist von klastischen und chemischen Sedimentgesteinen (wie Sandstein und Kalkstein) aus dem Kambrium und Ordovizium gebildet. Die festen ordovizischen Kalkgesteine sind für die flachen Bergkuppen des Gebietes verantwortlich.
Die wichtigsten Bodenschätze sind Eisen- und Kupfererze, Steinsalz und Baustoffe. Eisenerz wird bei Schelesnogorsk-Ilimski abgebaut.

## Vegetation
Das gesamte Gebiet ist von Taiga (borealem Nadelwald) bedeckt, deren überwiegende Baumarten Lärche, Sibirische Zirbelkiefer, Fichte und Kiefer sind. Wenige der höchsten Erhebungen sind im Gipfelbereich kahl.

## Erschließung
Das Lena-Angara-Plateau ist insgesamt nur dünn besiedelt. Relativ dicht bevölkert ist der Südteil am Oberlauf der Angara im Raum nordwestlich von Irkutsk, teilweise auf dem Territorium des früheren, in der Oblast Irkutsk aufgegangenen Autonomen Kreises der Ust-Ordynsker Burjaten. Eine Reihe von Ortschaften liegt im Bereich des Plateaus am Oberlauf der Lena, darunter Schigalowo. Der Lena folgt auch eine in den letzten Jahren vollendete Straße, die das Plateau im Süd-Nord-Richtung durchquert.
In den 1950er-Jahren wurde entstand eine von Taischet kommende und östlich von Bratsk den Nordteil der Hochebene über Schelesnogorsk-Ilimski nach Ust-Kut an der Lena querende Eisenbahnstrecke mit ihr folgender Straße. In den 1970er-Jahren wurde diese Bahnstrecke von Ust-Kut als Baikal-Amur-Magistrale in Richtung Baikalsee nach Osten verlängert, wobei sie auf den ersten knapp 170 Kilometern zwischen Ust-Kut und Magistralny den Nordostteil des Lena-Angara-Plateaus überquert.